# Saison 1 d'Une nounou d'enfer
Chronologie
Saison 2
Cet article présente le guide de la première saison de la série télévisée Une nounou d'enfer.

## Distribution
- Sont crédités du statut d'acteurs principaux pour cette saison : 
  - Fran Drescher : Fran Fine
  - Charles Shaughnessy : Maxwell Sheffield
  - Daniel Davis : Niles
  - Lauren Lane : C.C. Babcock
  - Nicholle Tom : Maggie Sheffield
  - Benjamin Salisbury : Brighton Sheffield
  - Madeline Zima : Grace Sheffield
  - Renee Taylor : Sylvia Fine
  - Ann Morgan Guilbert : Grandma Yetta
  - Rachel Chagall : Val Toriello
- Des acteurs invités se joignent à la distribution de chaque épisode, de manière plus ou moins récurrente.

## Liste des épisodes

### Épisode 1:Arrivée fracassante
- États-Unis : 3 novembre 1993 sur CBS
- France : septembre 1994 sur M6

- Jonathan Penner (Danny Imperiali)
- James Marsden (Eddie)
- Dee Dee Rescher (Dottie)

- C'est le seul épisode dans lequel le décor a cette forme : dès les épisodes suivants, la porte d'entrée est sur la droite du décor, l'escalier menant aux chambres à l'étage passe également sur la droite, près de l'entrée, et est plus arrondi, et enfin le salon et le bureau de Maxwell sont également inversés. Les autres pièces restent en revanche inchangées.
- Dans ce premier épisode, la petite amie de Dany s'appelle Annette Biblow en VF ; dans les épisodes suivants, ce sera Heather Biblow (nom de la VO).
- Dans ce premier épisode, Maxwell tutoie C.C., ce qu'il ne fera plus à partir de l'épisode suivant (on notera même un bégaiement un peu plus tard dans la VF tendant à aller dans le sens d'une progression volontaire).

### Épisode 2:Fumer n'est pas jouer
- Titre original : Smoke Gets in Your Lies
- Scénariste : Michael Rowe
- Réalisateur : Lee Shallat-Chemel
- Diffusions : 
  -  États-Unis : 10 novembre 1993 sur CBS
  -  France : septembre 1994 sur M6
- Distribution : Carol Channing (dans son propre rôle), Esther Lapidus, Michael McCarthy
- Résumé :

Brighton cherche à être populaire dans son école. En écoutant Fran et sa meilleure amie Val raconter leurs souvenirs d'école, il apprend que les camarades d'école de Fran et de Val fumaient, et portaient des tatouages. Brighton commence donc à fumer, mais il va se faire prendre sur le fait...

### Épisode 3:La Métamorphose d'un soir
- Titre original : My Fair Nanny
- Scénariste : Andy Goodman
- Réalisateur : Lee Shallat-Chemel
- Diffusions : 
  -  États-Unis : 17 novembre 1993
  -  France :
- Distribution : Dorothy Lyman (Mme Wentworth), Nikki Cox (Cindy Wentworth)
- Résumé :

Fran et Maggie organisent une petite réception pour faciliter l'intégration de Maggie dans son école mais C.C. tente malencontreusement d'intervenir.

### Épisode 4:La Nuchslep
- Titre original : The Nuchslep
- Scénariste : Eve Ahlert, Dennis Drake
- Réalisateur : Lee Shallat-Chemel
- Diffusions : 
  -  États-Unis : 24 novembre 1993
  -  France :
- Distribution : James Marsden (Eddie), Aaron Heyman, Fritzi Burr
- Résumé :

Maxwell ne veut pas laisser Maggie aller à un RDV sans surveillance, Fran doit s'en charger. Maggie est ravie de cet arrangement... mais son petit ami semble lui préférer Fran !

### Épisode 5:Jalousie, vous avez dit jalousie
- Titre original : Here Comes the Brood
- Scénariste :
- Réalisateur : Lee Shallat-Chemel, Diane Wilk
- Diffusions : 
  -  États-Unis : 6 décembre 1993
  -  France :
- Distribution : Blake McIver Ewing (Robin), Allen Bloomfield (oncle Myron), Lila Garrett
- Résumé :

C.C. emmène les enfants au zoo pour prouver qu'elle peut être aussi maternelle que Fran. C'est un horrible moment pour tous. Quand Grace fait remarquer que Fran est toujours contente d'être avec eux, C.C. leur affirme que c'est parce qu'elle est payée pour ça. Choquée, Grace s'enfuit de la maison et se rend dans l'appartement de la mère de Fran.

### Épisode 6:Le Monde à l'envers
- Titre original : The Butler, the Husband, the Wife and Her Mother
- Scénariste : Howard Meyers
- Réalisateur : Lee Shallat-Chemel
- Diffusions : 
  -  États-Unis : 8 décembre 1993
  -  France :
- Distribution : Zack Norman (oncle Jack), Ian Abercrombie, Dan Aykroyd (lui-même), Nancy Frangione (cousine Marsha), Brian George, Adam Hendershott (Kevin)
- Résumé :

Sylvia ment à ses proches et prétend que Fran est mariée à un très riche producteur new-yorkais, elle vivrait donc dans un incroyable luxe au sein d'une belle demeure à Manhattan...

### Épisode 7:Imaginaire Imogène
- Titre original : Imaginary Friend
- Scénariste : Pamela Eells, Sally Lapiduss
- Réalisateur : Lee Shallat-Chemel
- Diffusions : 
  -  États-Unis : 15 décembre 1993
  -  France :
- Distribution : Candy Trabucco (Maxine), Cristine Rose (Dr. Borth), John Bishop
- Résumé :

Les apparitions d'Imogène, l'amie imaginaire de Grace, inquiètent tout le monde. Fran se propose de traiter le problème : moins de thérapie, plus d'amusement.

### Épisode 8:Un Noël mémorable
- Titre original : Christmas Episode
- Scénariste : Fran Drescher, Peter Marc Jacobson
- Réalisateur : Lee Shallat-Chemel
- Diffusions : 
  -  États-Unis : 22 décembre 1993
  -  France :
- Distribution : Allan Rich (Pauly), Richard Roat (Père Noël), Lawrence Mandley
- Résumé :

C'est Noël mais Maxwell doit s'absenter pour le travail ce jour-là. Entre-temps, Fran fait des chèques sans provision pour acheter des cadeaux aux enfants, persuadée qu'elle recevra comme le lui a dit Niles une bonne prime pour Noël...

### Épisode 9:Une clause particulière
- Titre original : Personal Business
- Scénariste : Fran Drescher, Peter Marc Jacobson
- Réalisateur : Lee Shallat-Chemel
- Diffusions : 
  -  États-Unis : 29 décembre 1993
  -  France :
- Distribution : Stephen Nichols (Brock Storm)
- Résumé :

Brock Storm, la vedette d'un feuilleton populaire que Maxwell voudrait engager pour l'un de ses spectacles, demande en échange un R.D.V. avec Fran.

### Épisode 10:Quand une nounou rencontre une autre nounou
- Titre original : The Nanny-in-Law
- Scénariste : Eve Ahlert, Dennis Drake
- Réalisateur : Paul Miller
- Diffusions : 
  -  États-Unis : 12 janvier 1994
  -  France :
- Distribution : Cloris Leachman (Clara Mueller), Lu Leonard, Peggy Blowe, Irene Olga Lopez (Lupe)
- Résumé :

La nounou d'enfance de Maxwell vient lui rendre visite. Elle est horrifiée par les méthodes peu orthodoxes de Fran. De peur d'être licenciée, Fran essaie de jouer le rôle d'une nounou parfaite.

### Épisode 11:Un amour qui tombe à pic
- Titre original : A Plot for Nanny
- Scénariste : Lisa Garrett, Sandy Krinski
- Réalisateur : Paul Miller
- Diffusions : 
  -  États-Unis : 19 janvier 1994
  -  France :
- Distribution : Matt McCoy (en) (Steve Mintz)
- Résumé :

Pour ses trente ans, Sylvia offre à Fran une concession funéraire. Fran n'apprécie pas le cadeau, jusqu'à ce qu'elle rencontre l'employé des pompes funèbres...

### Épisode 12:Que le spectacle finisse
- Titre original : The Show Must Go On
- Scénariste : Frank Lombardi, Dana Reston
- Réalisateur : Will Mackenzie
- Diffusions : 
  -  États-Unis : 26 janvier 1994
  -  France :
- Distribution : Maree Cheatham (Emma Trusdale), Christina Hart (Andrea), Marianne Muellerleile (mère d'Andrea), Thomas Dekker, Sue Goodman
- Résumé :

Fran se porte volontaire pour diriger le spectacle de Grace à l'école. Tout se déroule très bien jusqu'à ce que Maxwell prenne finalement les choses en main.

### Épisode 13:Un mannequin de classe
- Titre original : Maggie the Model
- Scénariste : Diane Wilk
- Réalisateur : Will Mackenzie
- Diffusions : 
  -  États-Unis : 2 février 1994
  -  France :
- Distribution : Lesley-Anne Down (Chloe Simpson), Andy Dick (Bernie/Pépé), Anthony Cistaro (Carlo)
- Résumé :

Une ancienne petite amie de Maxwell, Chloe Simpson, devenue agent de mannequins, vient rendre visite et propose à Maggie de poser.

### Épisode 14:Histoire d’eau
- Titre original : The Family Plumbing
- Scénariste : Bill Lawrence
- Réalisateur : Linda Day
- Diffusions : 
  -  États-Unis : 9 février 1994
  -  France :
- Distribution : Louis Guss (cousin Irving), Jackie Tohn (Tiffany), Laurelyn Scharkey (Gigi), Melanie Good (Lulu)
- Résumé :

La plomberie de la maison a besoin d'être réparée, Fran propose son vieux cousin (joué par Cesar Romero) pour y remédier. Il arrive avec sa petite-fille.

### Épisode 15:Une nounou à l'hôpital
- Titre original : Deep Throat
- Scénariste : Sally Lapiduss, Pamela Eells
- Réalisateur : Linda Day
- Diffusions : 
  -  États-Unis : 2 mars 1994
  -  France :
- Distribution : Doug Ballard (Dr. Link), Francesca P. Roberts (Infirmière Smith), Pamela Dillman (amie de C.C.), Peter Leal, Lawrence Mandley
- Résumé :

Fran doit aller à l'hôpital pour y subir une amygdalectomie.

### Épisode 16:Une fin de semaine à la neige
- Titre original : Schlepped Away
- Scénariste : Peter Marc Jacobson, Fran Drescher
- Réalisateur : Linda Day
- Diffusions : 
  -  États-Unis : 9 mars 1994
  -  France :
- Distribution : Gregg Rogell (Kenny Keroucas)
- Résumé :

L'hiver rigoureux qui frappe NY pousse la famille à vouloir aller aux Caraïbes. Mais la neige les empêche de parvenir à l'aéroport et ils se retrouvent tous dans l'appartement de Sylvia.

### Épisode 17:Pour le meilleur et pour le rire
- Titre original : Stop the Wedding, I Want to Get Off
- Scénariste : Diane Wilk
- Réalisateur : Gail Mancuso
- Diffusions : 
  -  États-Unis : 16 mars 1994
  -  France :
- Distribution : Gregg Rogell (Kenny Keroucas), Leigh Lawson (Lester), Lane Davies (Nigel Waters), Twiggy (Jocelyn Sheffield)
- Résumé :

La sœur de Maxwell va épouser un duc. Cependant, l'instinct de Fran lui dit que c'est le chauffeur qu'elle aime...

### Épisode 18:Situation critique
- Titre original : Sunday in the Park with Fran
- Scénariste : Howard Meyers
- Réalisateur : Gail Mancuso
- Diffusions : 
  -  États-Unis : 23 mars 1994
  -  France :
- Distribution : Dan Aykroyd (réparateur de réfrigérateurs)
- Résumé :

Maxwell et C.C. montent une pièce et mettent tout en œuvre pour que les critiques soient positives, y compris obliger Grace à jouer avec le fils d'un célèbre critique.

### Épisode 19:Les Démons du passé
- Titre original : The Gym Teacher
- Scénariste : Larry Mintz, Alan Eisenstock
- Réalisateur : Gail Mancuso
- Diffusions : 
  -  États-Unis :  6 avril 1994
  -  France :
- Distribution : Rita Moreno (Mlle Wickervich/Mme Stone), Joseph Bologna (Alan Beck), Christopher Carroll, Bryan Clark
- Résumé :

Maggie rencontre quelques difficultés en gymnastique, et fait tout pour l'éviter. Fran décide de l'aider et va voir sa prof (jouée par Rita Moreno) qui s'avère être celle de son enfance !

### Épisode 20:Pères et impairs
- Titre original : Ode to Barbra Joan
- Scénariste : Frank Lombardi, Dana Reston
- Réalisateur : Gail Mancuso
- Diffusions : 
  -  États-Unis : 13 avril 1994
  -  France :
- Distribution : Loren Michaels (Barbra Streisand), Robert Culp (Stewart Babcock)
- Résumé :

Le père de C.C., Stuart, est de passage à New-York. Il charme toute la famille et propose, vu la froideur de sa fille, à Fran d'aller au concert de Barbra Streisand, ce qui bouleverse C.C.

### Épisode 21:Faux départ
- Titre original : Frannie's Choice
- Scénariste : Tracy Newman, Jonathan Stark
- Réalisateur : Paul Miller
- Diffusions : 
  -  États-Unis : 27 avril 1994
  -  France :
- Distribution : Jonathan Penner (Danny Imperiali)
- Résumé :

L'ancien fiancé de Fran refait surface et la demande en mariage.

### Épisode 22:N'oublions pas Maman
- Titre original : I Don't Remember Mama
- Scénariste : Howard Meyers, Diane Wilk
- Réalisateur : Paul Miller
- Diffusions : 
  -  États-Unis : 16 mai 1994 sur CBS
  -  France :
- Distribution : 
  - Patti LaBelle (Dans son propre rôle)
  - Leann Hunley (Bobbi Jo)
  - Miriam Flynn (La directrice du Country club)
  - Madison Wright (Betty Jo)
  - Kimberly Ali (La fille de Patti LaBelle)
  - Bess Armstrong (Sara Sheffield)
- Résumé :

C'est la fête des mères et Maxwell fait tout pour que ses enfants n'y pensent pas. Mais Fran et Grace décident de se présenter au concours "mère-fille" organisé par le Country-Club.
- Commentaire :

C’est le premier épisode où on apprend le nom de la maman des enfants : Sarah. Cet épisode montre aussi que, bien que cela soit un sitcom, il peut y avoir des moments d’émotions. 